# Owen Williams (Ingenieur)

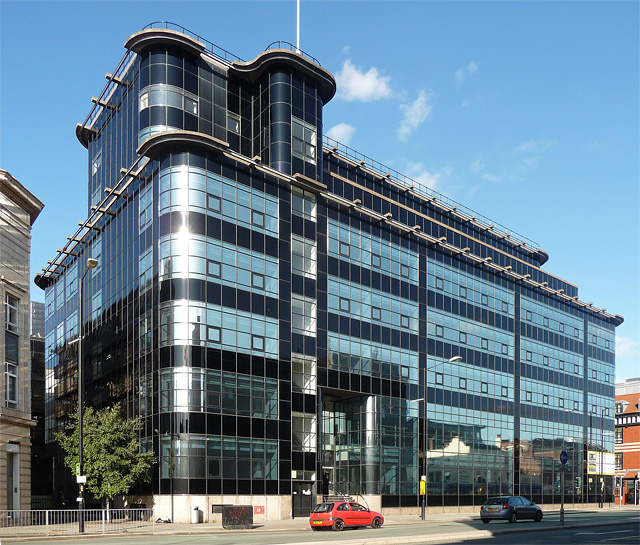
Express Building, Manchester

Sir Evan Owen Williams (* 20. März 1890 in Tottenham; † 23. Mai 1969 in Hemel Hempstead) war ein britischer Bauingenieur und Architekt.

## Vertrautheit mit dem neuen Werkstoff Beton
Williams Eltern hatten einen kleinen Laden in Tottenham. Sie waren walisischen Ursprungs und kamen vom Land. Williams stach auf der Schule in Mathematik hervor. Er arbeitete nach dem Schulabschluss ab 1907 als Lehrling bei der elektrischen Straßenbahn (Electrical Tramways Co.) in London und erwarb in dieser Zeit auch in Abendkursen einen Bachelor-Abschluss mit Bestnoten als Ingenieur am Northern Polytechnic Institute (der späteren University of North London). Ab 1912 war er bei der amerikanischen Trussed Concrete Company, wo er leitender Entwurfsingenieur wurde und 1913/14 die Niederlassung in Swansea leitete. Der Stahlbeton war damals neu in Großbritannien und hauptsächlich in Kontinentaleuropa und den USA entwickelt worden. Vielfach wurden im Stahlbeton spezialisierte Firmen mit ausländischem Hintergrund beauftragt, wie die in der Williams arbeitete. Unter anderem war er am Gebäude der Gramophone Company beteiligt (Chefingenieur A. Henderson). 1915 wurde er Mitglied der Institution of Civil Engineers (ICE) und heiratete im selben Jahr. Im Ersten Weltkrieg war er an zahlreichen Industriebauten mit Fertigbetonteilen beteiligt. 1916 ging er zur Wells Aviation Company, wo er an der Konstruktion eines Flugboots beteiligt war. 1917 wurde er Associate Fellow der Royal Aeronautical Society. Der Flugzeugbauer ging aber bald ein und den Rest des Krieges arbeitete er für die Admiralität an Schiffen und Slipanlagen aus Beton.

## Eigenes Ingenieurbüro nach dem Ersten Weltkrieg
1919 gründete er sein eigenes Ingenieurbüro „Williams Concrete Structures“ und vertrieb ein eigenes System vorgefertigter Betonteile (Fabricrete genannt).  Er war leitender beratender Ingenieur bei der British Empire Exhibition 1924/25 (die Ernennung dazu erhielt er 1921), wozu das alte Wembley-Stadion und der Palace of Industry in Brent gehört, das erste Gebäude in Großbritannien mit Beton als Fassade. Mit dem Architekten Maxwell Ayrton arbeitete er auch im Brückenbau in Schottland zusammen (zum Beispiel Montrose Bridge). 1932 entwarf er als Architekt und Ingenieur die Waterloo Bridge in London. In den 1930ern entwarf er einige modernistische Gebäude wie  das Boots D 10 Building in Nottingham (gebaut 1930 bis 1932) und die Boots Packed Wet Goods Factory in Beeston und das Daily Express Building in Manchester (1936 bis 1939 gebaut).
Er war auch der Architekt der Dollis Hill Synagoge und der Gebäude des Pioneer Health Center, Teil eines von 1926 bis etwa 1950 laufenden Experiments der Ärzte George Scott Williamson und Innes Hope Pearse in Sozialmedizin in Peckham (Peckham Experiment genannt). Ursprünglich hatte er auch 1929 den Auftrag für das Dorchester Hotel in London, sowohl als Architekt als auch als Ingenieur, doch die Doppelrolle wurde in der Presse hochgespielt und er verlor den Kontrakt.

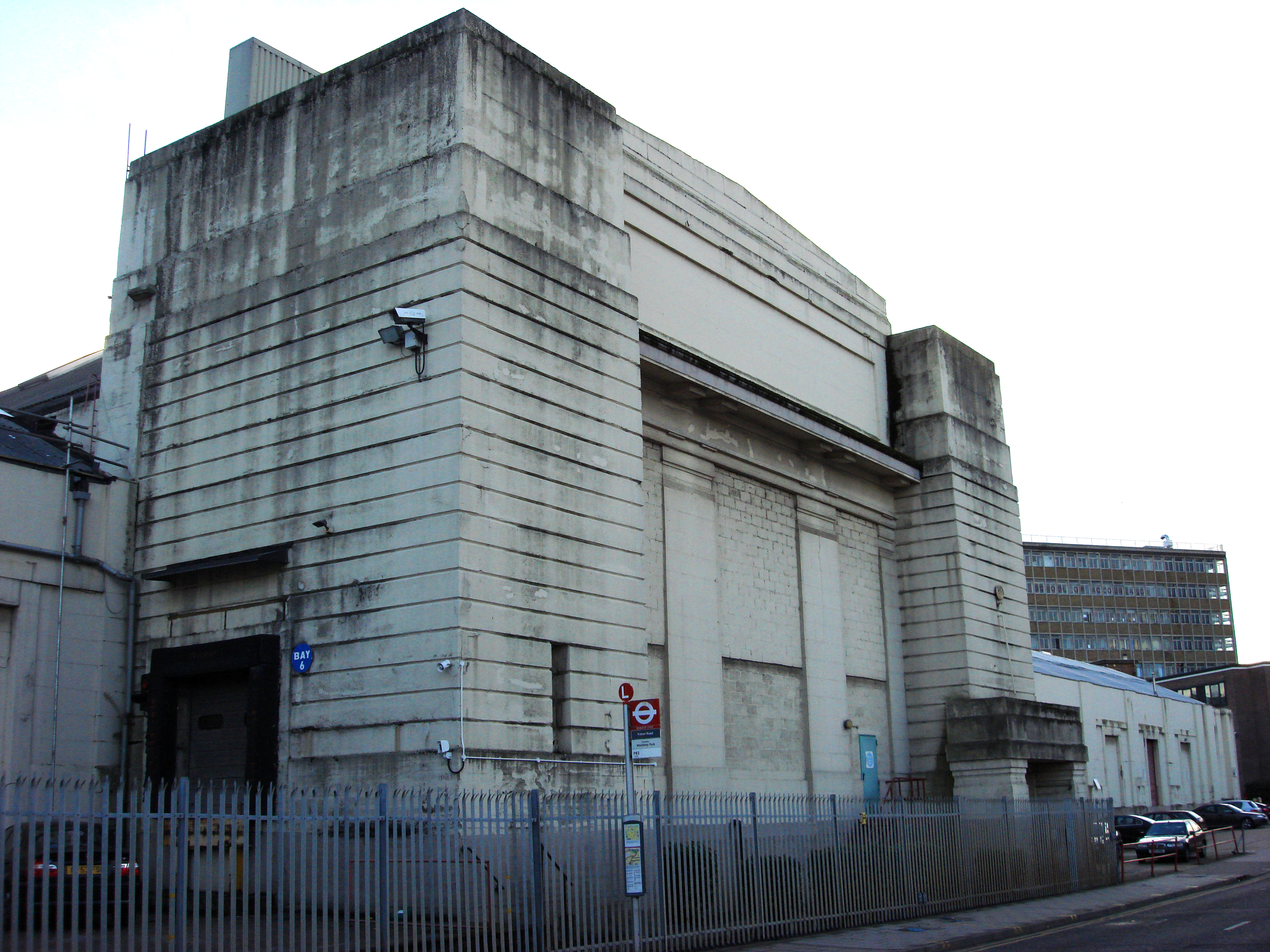
Palace of Industry der British Empire Exhibition 1924

## Zweiter Weltkrieg und danach, Autobahnbau
Ein Schlag für ihn war, dass einer seiner ersten Bauten im Zweiten Weltkrieg, die Flugzeugfabrik von Vickers-Armstrong, 1941 beim Bau kollabierte. Zwar wurde er entlastet, aber es dauerte bis 1945, dass sein Ruf wiederhergestellt war. Von einigen Ausnahmen abgesehen wandte er sich nach dem Krieg vom Bau von Gebäuden ab. Ausnahmen waren zum Beispiel das BOAC Maintenance Headquarters am Heathrow Airport und das Daily Mirror Gebäude in Holborn, London.

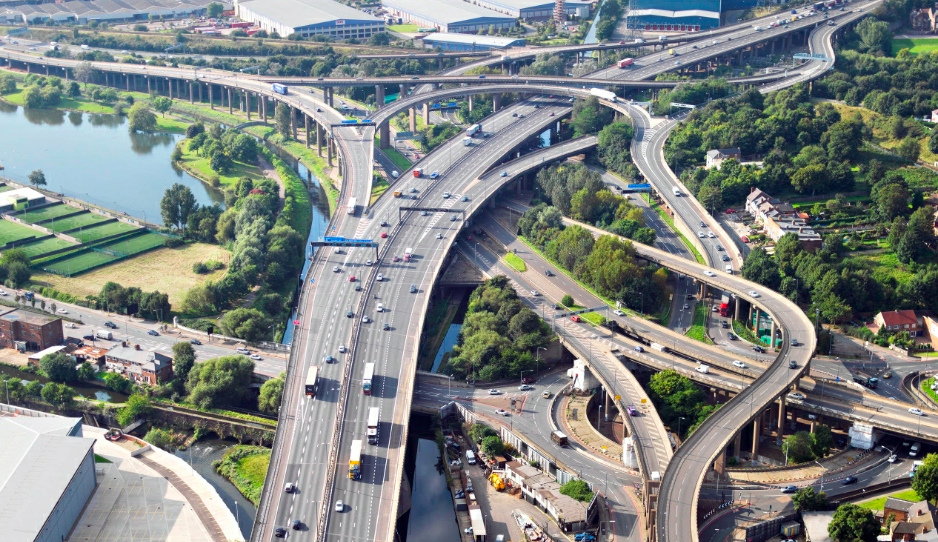
Gravelly Hill Interchange (Spaghetti junction)

Nach dem Zweiten Weltkrieg war er viel im Autobahnbau beschäftigt, bekannt ist der Gravelly Hill Interchange am Treffpunkt von M6 und A 38 bei Birmingham, populär als Spaghetti junction bekannt. Auch die Autobahn M1 wurde von ihm ab 1951 geplant, wobei Williams viele der Brücken selbst plante. Dabei standen ökonomische Gesichtspunkte im Vordergrund und nicht ästhetische (wofür er auch in der Presse kritisiert wurde). In 19 Monaten plante er 131 Brücken und 92 Düker. Viele stehen noch heute (2018), obwohl Williams erkannte, dass die Verwendung von Stahlbeton ihre Lebensdauer erheblich beschränkte (im Gegensatz zu Bogenbrücken nur aus Beton wie seine Wansford Bridge). Sein Ingenieurbüro hieß später Sir Owen Williams & Partner. Sein Partner war sein langjähriger Mitarbeiter Thomas Vandy und sein Sohn Owen Tudor (O.T.)
Bei den Verhandlungen mit dem Verkehrsministerium zum Bau der M1 konnte das Ingenieurbüro Williams erreichen, dass alle Rechte an den Brückenentwürfen bei ihnen blieben, so dass bei den Erweiterungen Jahre später Lizenzgebühren fällig waren.
Nachdem seine Gesundheit nachließ, übernahm sein Sohn 1966 die Geschäftsführung des Ingenieurbüros. Williams starb 1969 an einem Schlaganfall. Kurz vor seinem Tod war er noch als Gutachter in einen Streit um den Bau eines Docks für Atom-U-boote involviert.

## Ehrungen, Ansichten zur Architektur
1924 wurde er mit nur 34 Jahren als Knight Bachelor geadelt für seine Arbeit am Wembley Stadium. 1927 erhielt er die Telford Goldmedaille der ICE für seinen Aufsatz The philosophy of masonry arches. 1961 erhielt er die Telford Goldmedaille ein zweites Mal für einen Aufsatz mit seinem Sohn über Autobahnentwürfe. Aufmerksamkeit fanden auch seine Artikel über Beton (The potent of concrete, A concrete thought) in den 1930er Jahren und er war bekannt für seine Auffassung, das Architekten nur dekorierten was die Tragwerksplaner entworfen hätten. Ehrlichkeit in Material und Struktur sollten im Entwurf vor Dekoration, Täuschung und Verbergen stehen.
Sein Bruder Robert Osian war ein erfolgreicher Bankier.